# Miks Indrašis
Miks Indrašis (ur. 30 września 1990 w Rydze) – łotewski hokeista, reprezentant Łotwy, dwukrotny olimpijczyk.

## Kariera klubowa
- Liepājas Metalurgs (2005-2007)
- SK Riga 18 (2007-2008)
- SK LSPA/Riga (2008-2009)
- HK Riga 2000 (2009)
- Dinamo Juniors Riga (2009-2010)
- HK Rīga (2010-2011, 2012)
- HK Metalurgs Lipawa (2011-2012)
- Dinamo Ryga (2012-2018)
- Dinamo Moskwa (2018-2020)
- Dinamo Ryga (2020-2021)
- Witiaź Podolsk (2021)
- Admirał Władywostok (2021-2022)
- EHC Biel (2022)
- Schwenninger Wild Wings (2022-2023)
- Brynäs IF (2023-)

Wychowanek klubu LB. Zawodnik Dinama Ryga, jednocześnie przekazywany tymczasowo do innych zespołów. W maju 2012 przedłużył kontrakt z Dinamem o trzy lata. Od maja 2018 zawodnik Dinama Moskwa. W lipcu 2020 powrócił do Dinama Ryga. W maju 2021 został zawodnikiem Witiazia Podolsk. Zwolniony tam w listopadzie 2021. W tym miesiącu został zaangażowany przez Admirał Władywostok. W połowie lutego 2022 przeszedł do szwajcarskiego EHC Biel. W lipcu 2022 został zaangażowany do niemieckiego klubu Schwenninger Wild Wings. Latem 2023 przeszedł do szwedzkiego Brynäs IF.

## Kariera reprezentacyjna
Grał w kadrach juniorskich Łotwy na mistrzostwach świata juniorów do lat 18 w 2008 (Dywizja I) i do lat 20: 2010 (Elita). W kadrze seniorskiej uczestniczył w turniejach mistrzostw świata w 2012, 2013, 2014, 2015, 2016, 2017, 2018, 2019, 2021 oraz zimowych igrzysk olimpijskich 2014, 2022.

## Sukcesy
Klubowe
- Złoty medal mistrzostw Łotwy: 2012 z Metalurgsem Lipawa
- Puchar Nadziei: 2013 z Dinamem Ryga

Indywidualne
- Mistrzostwa świata do lat 18 w hokeju na lodzie mężczyzn 2008 Dywizja I Grupa B:
  - Najlepszy napastnik turnieju[12]
- KHL (2012/2013):
  - Nagroda "Sekundy" (dla strzelca najszybszego gola w meczu) - strzelił bramkę w 8. sekundzie meczu Dinamo Ryga-SKA Sankt Petersburg 31.10.2012[13]
- Mistrzostwa Świata w Hokeju na Lodzie 2012/Elita:
  - Jeden z trzech najlepszych zawodników reprezentacji
- KHL (2012/2013):
  - Mecz Gwiazd KHL